# Drakensberg Boys' Choir School

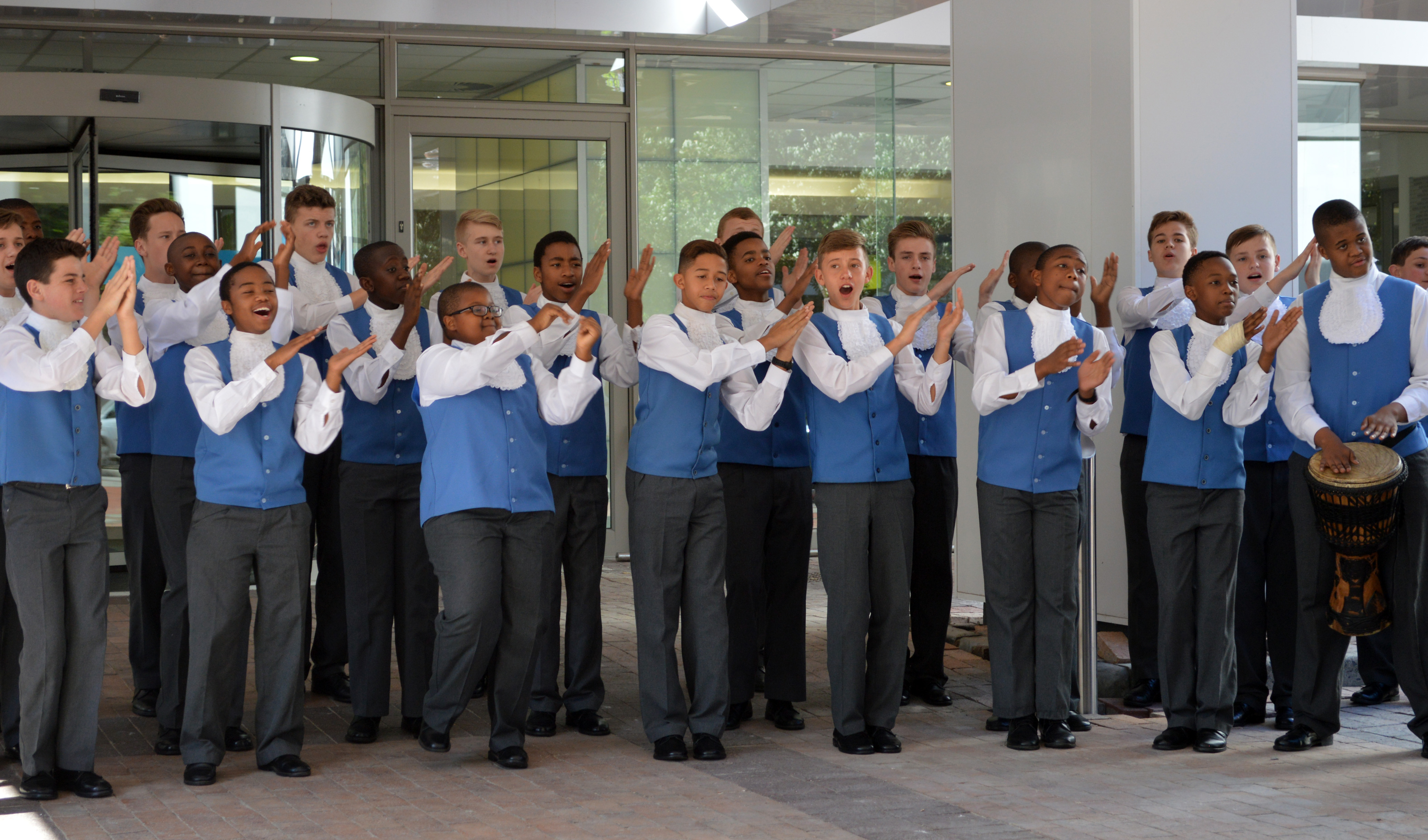
Představení před budovou Media24 v Kapském Městě v roce 2015

Drakensberg Boys’ Choir School (DBCS) je soukromá křesťansky zaměřená multikulturní hudební chlapecká internátní škola sídlící na samotě v podhůří Středních Dračích hor, na úpatí hor Cathkin Peaks a Champagne Castle, v údolí Champagne Valley, nedaleko farmářského městečka Winterton (necelých 30 km jihojihozápadně od něj) v jihoafrické provincii KwaZulu-Natal. Založena byla roku 1967 nadací rodiny Tungayů, která se angažuje v rozvoji místního turistického ruchu. Ve škole jsou vzděláváni členové výběrového pěveckého a hudebního sboru Drakensberg Boys’ Choir (slangově zkracováno na Drakies), který ve svém oboru patří ke světové špičce a svým stylem a repertoárem je v mnohém jedinečný. Škola bývá označována za jedinou svého druhu v Africe a žáci se do ní rekrutují nejen z Jihoafrické republiky, ale i z několika dalších okolních zemí (Svazijska, Botswany a Namibie). Žáky školy je kolem 100 sboristů ve věku od 9 do 15 let (4. až 9., resp. 2. až 7. třída). Sbor vykonal mnoho turné po Africe i ostatních kontinentech (opakovaně vyjížděl například do Izraele, Evropy, Japonska a USA; v únoru 1992 vystoupil i v Praze) a získal mnoho významných ocenění na mezinárodních festivalech. Škola též pořádá pravidelné středeční veřejné koncerty a každoroční hudební festivaly. Jako svůj cíl deklaruje připravovat žáky pro život a ke schopnosti vést, a to prostřednictvím dokonalosti v hudbě, vzdělání, sportu a sociálního obohacení v křesťanském prostředí. Hudební repertoár zahrnuje klasickou, moderní i etnickou hudbu. Přestože v některých provinciích státu jsou rasové problémy vyhrocené, Drakenberský chlapecký sbor ve světě úspěšně reprezentuje lepší stránku moderní Jižní Afriky.

## Historie školy
23. ledna 1967 byla škola otevřena pro prvních 20 žáků, kteří byli pečlivě vybráni z celé Jihoafrické republiky. Během několika let vzrostl počet žáků asi na 100 až 120 a tento rozsah si škola zachovala doposud. Za dobu své existence čelila několika výzvám a krizím, v nichž se rozhodovalo o její další existenci, ale zatím ve všech obstála. Jedním z dlouhodobých problémů jsou například vysoké finanční náklady na udržení špičkové kvality pedagogického sboru v odlehlé oblasti vzdálené od velkých měst, které se odrážejí na vysokém školném.
O založení školy se zasloužil zejména Johan Tungay, na vedení nadace a podpoře školy se však významně podíleli i Ron a Gwen Tungayovi a následně Russel Tungay. Škola se hlásí obecně ke křesťanství, avšak nikoliv k některému konkrétnímu vyznání, jeden ze zdrojů označuje vedení školy jako katolické.
Pozemek školy je velký asi 100 akrů (0,4 km²). Uspořádání školy bylo od počátku koncipováno podle vzoru „farm schools“. Vybavení školy bylo vždy spíše jednoduché, původní koncertní sál měl kapacitu 80 diváků. V roce 1995 však byla dokončena výstavba nového koncertního sálu s kapacitou 600 posluchačů a s moderní zvukovou a světelnou technikou, což umožnilo pořádat pravidelné středeční veřejné koncerty i každoroční festivaly, na nichž kromě místního sboru vystupují i další zejména jihoafričtí umělci a skupiny. Probíhá také výstavba nových, komfortnějších ubytovacích zařízení pro studenty, první fáze byla dokončena začátkem roku 2009, strategický plán počítá s modernizací celé školy.
Ve školní sezóně jsou v koncertní hale pořádány téměř každý týden pravidelné středeční veřejné koncerty od 15:30 do 17 h SAST (tj. od 14:30 h SEČ), které bývají on-line vysílány po internetu, pořádají se zde také pravidelné hudební festivaly, v dubnu Music in the Mountains (MIM nebo MIMs, v roce 2009 se konal 17. ročník), který patří mezi nejvýznamnější jihoafrické hudební festivaly, a předvánoční festival, který začal pod názvem Drakensberg Festival of Carols a později byl přejmenován na Drakensberg Festive Celebration (DFC, ročníky festivalu jsou odpočítávány od roku 2000). Hudební akce v této škole patří mezi významné turistické atrakce oblasti Dračích hor, i na pravidelných středečních koncertech bývá sál téměř zaplněn jihoafrickými i zahraničními turisty i školními výpravami.
Manželka ředitele DBCS Maretha Gresse organizuje charitativní akce na podporu místních škol v Champagne Valley, primární školy „Champagne Valley School“ a dvoustupňové školy „Meadowsweet School“. V rámci programu „Outreach Programme“, který má pomoci vychovat žáky sborové školy k citlivosti vůči sociální realitě, také žáci sborové školy například doučují žáky z místních běžných škol, pedagogové ze sborové školy zase metodicky pomáhají místním učitelům. Žáci jsou vedeni také k nejrůznějším sportovním aktivitám, při škole fungují na dobrovolné bází různé sportovní, turistické a zájmové kluby. Ubytovací sekce jsou rozděleny podle věku. Každá ložnice je vybavena televizí.
Školné v roce 2008 činilo 76 000 randů (v přepočtu asi 7200 € nebo 190 000 Kč) ročně, žáci v první třídě nemají nárok na stipendium.
Přestože africké písně byly součástí repertoáru již od založení sboru, první černošský uchazeč byl do školy přijat až v roce 1986.
V roce 2007 byl do školy přijat první český žák, Filip Ptáček, syn českého lékaře žijícího v JAR a pravnuk zakladatele pražského pěveckého sboru Hlahol. Do sboru se rozhodl vstoupit již v roce 2003, když v Kimberley sbor poprvé viděl a slyšel.

## Vedení
Mezi nejznámější a nejdéle působící sbormistry patřil Christian Ashley-Botha (1980–2006). Jihoafrický prezident Thabo Mbeki jej 27. září 2006 vyznamenal bronzovým Ikhamanga řádem za výjimečný přínos pro sborovou hudbu v Jižní Africe, přičemž ve zveřejněném profilu ocenil nejen úspěchy sboru na hudebním poli, ale i vytrvalý boj za nesegregovanou a nediskriminační zemi.
Jako sbormistři v DBCS působili:
- John Tungay 1967–1976
- Desmond Wright 1967–1969
- Louis van der Westhuizen 1969–1975
- Edward Aitchison 1970–1971
- Eberhard Künkel 1971–1972
- Lionel van Zyl 1973–1975, 1977–1981
- Charles Denholm 1974–1976
- David Matheson 1976–1977
- Susan Reid 1976–1977
- Hannes Loubser 1977–1980
- Daniël Baard 1978–1984
- Christian Ashley-Botha 1981–2006
- Juan Burgers 1982–1983
- Benjmanin Oosthuizen 1984–1986
- Gerhard du Toit 1986–1989
- Botes Gresse 1990–1995
- Vaughan van Zyl 1996–1998
- Rudolf de Beer 1999–2006
- Bernard Krüger v letech 2006–2009, sboru se ujal ve svých 25 letech[4][9]
- Johann van der Sandt od 1. července 2009[1]

## Významní absolventi
Prezident JAR ocenil, že sbormistr Ashley-Botha měl významný vliv na další jihoafrické umělce, jako jsou Bala Brothers (Zwai, Loyiso a Phelo) nebo Deon van der Walt, kteří ze sboru vzešli.

## Repertoár a styl
K tradičnímu repertoáru patří široká škála evropských klasických skladeb, zaměřuje se i na moderní euroamerickou hudbu z oblasti popu, rocku i jazzu i etnicky inspirovanou hudbu. V období zániku apartheidu v zemi v první polovině 90. let se značně zvýšil podíl černošských žáků a repertoár obohatily po dřívějších experimentech od roku 1992 nastálo tradiční lidové písně mnoha afrických národů, zejména bantuských.
Sbor uchvacuje publikum svým jedinečným výrazným stylem, specifickou dynamičností i rytmičností provedení, zjevným požitkem ze zpěvu i všestranností a rozsahem repertoáru, zahrnujícího kromě klasiky i komplikované a harmonicky i rytmicky náročné moderní skladby (například Bohemian Rhapsody od Freddie Mercuryho) a lidové africké písně. Členové sboru pokryjí hlasový rozsah od chlapeckého sopránu (treble) až po mocné basy a tenory starších žáků.
V klasickém repertoáru patří mezi nejfrekventovanější autory Johann Sebastian Bach, Georg Friedrich Händel, Wolfgang Amadeus Mozart, Joseph Haydn, Benjamin Britten, moderní britští skladatelé John Rutter a David Willcocks, někdejší vlastní sbormistr Rudolf de Beer a mnoho dalších.
Dlouhodobě má sbor v repertoáru Kreolskou mši i africkou Missa Luba.
Na festivalu MIMs roku 2009 sbor předvedl ordinárium, které složil litevský skladatel Vytautas Miškinis na výzvu Mezinárodní chorální federace pro Světové chorální symposium v Dánsku roku 2008. Skladba je určena pro sbor, jazzové trio a dodatečný klavír. Autor mši nazval A Light Mass (je zmiňována též jako Jazz Mass), na festivalu byla uvedena pod názvem Missa Alternativa. Po americkém sboru Con Spirare bylo drakenberské nastudování v pořadí druhé a dirigoval je sám Miškinis.
Tradičním koncertním úborem jsou již od počátku 70. let šedé kalhoty s bílou košilí, modrou vestou jihoafrického střihu, velkým bílým visutým oválným límcem (žabotem, jabotem), a černé boty. V 90. letech zavedl sbor pro africký repertoár druhý úbor, inspirovaný africkými tradicemi, sestávající z bílých holínek, černých kalhot a trikotu domorodého střihu kombinujícího černou barvu s různými dvojicemi pestrých barev. Použití úborů však není zcela důsledně rozlišováno: občas sbor zpívá i klasické písně v africkém úboru nebo africké písně v konvenčním. Při některých příležitostech sbor vystupoval i v jiném oblečení. Školní uniformu tvoří černé ragbyové šortky, černé tričko a sandály, v zimě džíny a uzavřené sportovní boty.
S africkým úborem souvisí i choreografie a nehlasové zvukové efekty zejména afrických písní, hojně využívající pohyby těla včetně dupání, tleskání či luskání prsty (jedna ze skladeb je založena čistě na nehlasové imitaci zvuků africké přírody, deště s bouří), pohvizdování i samostatné taneční výstupy založené na tradičních jihoafrických holínkových tancích (Gumboot Dance) pocházejících z hornického prostředí. Oproti většině obdobných euroamerických sborů je pohyb (například zdánlivě neorganizované pokývávání těla) využíván i u klasického repertoáru.
Při některých výstupech je sbor doprovázen různými hudebními nástroji. Sami žáci bravurně hrají zejména na nejrůznější druhy bicích a jiných rytmických nástrojů a na tradiční africký nástroj akadinda (druh xylofonu).

## Turné
Již bezprostředně po svém vzniku začal sbor provádět koncertní turné jak po Jihoafrické republice, později i po dalších zemích Afriky (Egypt, Keňa, Zimbabwe, Malawi, Mosambik, Namibie) a od roku 1971 i po dalších kontinentech, zejména do Izraele, Evropy, Severní Ameriky a na Dálný východ (Japonsko, Hongkong, Tchaj-wan). Mnohá turné jsou pořádána jako výměnné pobyty, což snižuje náklady, a vystupuje na společném koncertu s hostitelským sborem. Na různá turné vyrážejí různě velké výběrové sbory, do Japonska dokonce škola jednou vypravila dva koncertní sbory souběžně.
V roce 1983 sbor na pozvání papeže Jana Pavla II. vystupoval ve Vatikánu před publikem 25 tisíc lidí. Dostal také speciální ocenění v americkém Disney's Magic Kingdom.
Významná ocenění získal soubor na světových sborových festivalech v letech 1973, 1975, 1977 a 1983. V roce 1983 byl prohlášen za nejoblíbenější sbor na Zimrya Festivalu v Tel Avivu. Rovněž na Světovém festivalu chlapeckých sborů roku 1992 v Poznani byl prohlášen za jeden z nejlepších. Vystoupil také jako předskupina na turné Irona Curtaina v Budapešti. V roce 1985 zpíval při velké mši ve svatoštěpánské katedrále ve Vídni a v roce 1987 na turné v Portugalsku sklidil v katedrále svatého Jeronýma osmiminutovou ovací vestoje. V roce 1997 škola uskutečnila rekordní sedmitýdenní turné po Japonsku, v jehož rámci cestovaly dokonce dva školní sbory samostatně.
Zahraniční turné sboru:
- 1970 Rhodesie
- 1971 Evropa: Anglie, Francie, Portugalsko a Španělsko
- 1972 Rhodesie
- červenec 1973 Izrael, festival Zimriya
- 1973 Seychely, Mauricius a Malawi
- červenec 1975 Izrael, festival Zimriya
- konec července 1975 Belgie a Nizozemsko
- červenec 1977 Izrael, festival Zimriya
- 1977 Jihozápadní Afrika a Malawi
- červenec 1979 Izrael, festival Zimriya
- prosinec 1979 Evropa: Belgie, Nizozemsko, Švýcarsko a Anglie
- květen a červen 1980: Jihozápadní Afrika
- září a říjen 1980 Evropa: Belgie, Německo, Itálie, Rakousko a Švýcarsko
- 1981 Anglie a Skotsko
- září 1981 Spojené státy americké
- duben až květen 1983 Jihozápadní Afrika
- červenec 1983: Izrael, Itálie a Vatikán, Španělsko
- 1984: Malawi
- 1985 Evropa: Německo, Anglie, Maďarsko, Itálie, Rakousko a Švýcarsko
- září 1985: Jihozápadní Afrika
- květen 1987: Jihozápadní Afrika
- listopad 1987: Portugalsko a Madeira
- září 1988 Evropa: Belgie, Německo, Francie, Itálie, Nizozemsko, Rakousko, Španělsko a Švýcarsko
- 1989: Belgie, Anglie, Francie a Lucembursko
- 1990: Tchaj-wan, Hongkong a Mauricius
- 1991: Řecko
- 1992: Polsko (festival v Poznani 7. až 11. února), Československo (Praha, Smetanova síň) a Německo (Lipsko, kostel svatého Tomáše)
- červenec 1993: Spojené státy americké
- září 1994: Egypt, Keňa a Zimbabwe
- 1995: Egypt, Anglie, Francie a Itálie
- 1995 Svazijsko
- 1996 západní Austrálie (Ashley-Botha)
- 1996 Zimbabwe (van Zyl)
- září a říjen 1996 Spojené státy americké
- květen až červenec 1997: Japonsko
- 1997 Zimbabwe
- září a říjen 1998 Spojené státy americké a Kanada
- září 1999 Dánsko, Finsko, Norsko, Švédsko a Turecko
- září 2000 Norsko, Švédsko a Turecko
- červenec a srpen 2001 Japonsko
- červenec a srpen 2002 Japonsko
- září 2003 Spojené státy americké a Kanada
- září 2004 Anglie a Jersey
- září 2005 Japonsko
- březen 2007 Spojené státy americké
- červenec a srpen 2007, malý 14členný sbor navštívil Čínu; akce měla podpořit investice Číny v JAR, zároveň sbor obdržel pozvání na šanghajské festivaly v říjnu 2007 a v roce 2008
- 2009 Norsko a Nizozemsko

## Nahrávky
Škola vydala a nabízí k prodeji četné zvukové nahrávky a v poslední době i videonahrávky z celé šíře sborového repertoáru.
Nahrávky:
- LP The Drakensberg Boys Choir in Concert (Die Drakensberg Seunskoor), 1968, sbormistr Desmond Wright, 10 skladeb
- LP On Wings of Song (Op Vleuels van Lied), 1968, sbormistr Desmond Wright, 10 skladeb
- EP Gehrard Le Roux sings with Derek Pullen, rok nezjištěn, 5 skladeb, sbormistr Edward Aitchison
- EP Rocky Ferron Sings, 1970
- LP Liefste Moeder ons bring Rosies, 1971 (jinde uváděno 1976), 12 skladeb, sbormistr Edward Aitchison
- LP 25 Skittersterre, cca 1968 až 1972, Drakensberg Boys Choir zpívá pouze píseň č. 3 na zadní straně (In Die Drakensberge)
- LP A new life, 1970 (též datováno 1971), účast na 4 z 11 skladeb, Cavalier Films
- LP Get me to the fun on time, 1970 (též datováno 1971), 12 skladeb, sbormistr Edward Aitchison
- LP Encore, 1971 (některé zdroje datují do 60. let), 14 skladeb, z toho 6 kantáty od George Odama, společně s Pierermaritzburg Philharmonic Orchestra, sbormistr Edward Aitchison
- Op die vleuels van 'n duif, 1971, sbormistr Louis van der Westhuizen.
- LP Happy Wanderers (Stralende Swervertjies), 1973, též datováno 1972, 15 skladeb, sbormistr John Tungay
- Praise for the singing, 1973
- LP Those Naughty Angels & Other Hits, 1973, 12 písní, společně s Johannesburg Pop Orchestra.
- EP World Choir Festival　Israel 1973 : Souvenir, 1973, cca 5 skladeb. Sbormistr Lionel van Zyl.
- LP The Greatest Gift (Die Grootste Gawe) 1973, 15 skladeb, sbormistr Lionel van Zyl
- LP O, for the Wings of a Dove, rok vydání neznámý, sbormistr Louis van der Westhuizen
- LP Best of the Drakensberg Boys Choir-SARIE 1974 Winners (Sarie), 1974, sbormistr Louis van der Westhuizen, 12 skladeb
- LP Choral Fantasia & Easter Hymn, 1974, sbormistři Louis van der Westhuizen、a Lionel van Zyl, 9 skladeb
- LP Sing Halleluja, 1974, sbormistr Louis van der Westhuizen
- LP Drakensbergers, 1975, 12 skladeb, sbormistr Louis van der Westhuisen, podle jiného zdroje Lionel van Zyl a Joseph Stanford.
- Sing Happy Child, 1975, sóla a dueta, sbormistři Lionel van Zyl a Joseph Stanford.
- LP Sons Of The Mountains (Seuns Van Die Berge), rok neznámý, sbormistr Cahrles Denholm, 20 skladeb
- LP Bayeza!, 1976 (1977), 13 skladeb, sbormistr David Matheson.
- LP Laudate Dominum, 1977, 14 skladeb, sbormistr Hannes Loubser.
- LP A Ceremony of Carols, Benjamin Britten 1978, cca 20 skladeb, sbormistr Lionel van Zyl.
- LP Misa Criolla, 1978, sbormistr Hannes Loubser, na přední straně Kreolská mše, na zadní straně dalších 7 skladeb. Sbormistr Hannes Loubser.
- LP Van Drakensberg tot Tafelberg (Junior Seunskoor), 1978, 16 skladeb, sbormistr Daniël Baard
- LP Deo gracias, 1979, sbormistr Lionel van Zyl
- LP Drakensberg Boys Choir in Belgium, 1979, Kreolská mše a další skladby. Sbormistr Hannes Loubser.
- LP St. Carolus Borromeus Katedraal, Antwerpen, 1979. Sbormistr Hannes Loubser.
- LP Drakensberg Boys' Choir In Concert, 1980, 14 až 16 skladeb, sbormistr Lionel van Zyl
- EP Drakensberg Boys Choir (Soloists), 1980, klavír Lionel van Zyl, sóla Paul Leonard, Jeremy Stefano, Pierre du Toit
- LP European Tour 1980, 1981, sbormistr Hannes Loubser, na přední straně zejména Misa aeterna Christi munera, na zadní další skladby.
- LP In Die Drakensberge, 1983, sbormistři Christian Ashley-Botha, Daniël Baard a Juan Burgers, 17 skladeb
- CT Manuel Escorcio with The Drakensberg Boys' Choir, 1984, 9 skladeb
- CT (LP?) A Christmas to Remember, 1986, 13 skladeb. Sbormistři Christian Ashley-Botha a Gerhard du Toit.
- CT Sing a song of Dias – A Musical Tribute to Bartholomew Dias' Historic Voyage, březen 1988 (též uváděn rok 1987), 14 skladeb. Sbormistr Christian Ashley-Botha.
- LP 21 Jaar Trots-Drakensberg Seunskoor, 1988, 11 skladeb, sbormistr Gerard'd Du Toit
- LP I See a Land, 1990, 10 skladeb, sbormistři C. Ashley-Botha a G. Du Toit
- CD Drakensberg Noël met die Natalse Filharmoniese Orkes, 1991, vánoční hudba, 17 skladeb. Sbormistři Christian Ashley-Botha a Botes Gresse.
- CD Queen of The Night and other solos…, 1992, klasická díla od Mozarta po Webbera v podání čtyř drakenberských sólistů (Clint van der Linde, Jacques Imbrailo, Johann Joubert, Pieter Engelbrecht), 11 skladeb. Sbormistři Christian Ashley-Botha a Botes Gresse.
- CD Drakensberg Boys' Choir Noël with the Natal Philharmonic Orchestra, 1993. Sbormistři Christian Ashley-Botha a Botes Gresse.
- CD From Gods' Cathedral, 1993, gospelová hudba, 13 skladeb. Sbormistři Christian Ashley-Botha a Botes Gresse.
- CD Window on the World, 1993, skladby Instruments of your peace a Rejoice Africa. Sbormistr Christian Ashley-Botha.
- CD Africa Dreaming, srpen 1994 (nebo rok 1995), 12 písní. Sbormistr Christian Ashley-Botha.
- CD Amazing Grace, srpen 1994, jinde datováno 2000, 16 skladeb, Kreolská mše, Missa Luba a další náboženské skladby. Sbormistr Christian Ashley-Botha.
- CD Shosholoza – an African Adventure, 1995, též datováno 2000, maximálně autentické africké lidové písně bez západního aranžmá, 30 písní. Sbormistr Christian Ashley-Botha.
- CD Christmas with the Drakensberg Boys' Choir, 1997, 21 vánočních skladeb. Sbormistři Christian Ashley-Botha a Vaughan van Zyl.
- CD Kaleidoscope, 1997, 16 písní z Broadway Theatre. Sbormistři Christian Ashley-Botha a Vaughan van Zyl.
- CD The Circle of Life, 1998, 19 až 20 skladeb od klasických (Mozart) až po moderní (Beatles, Elton John…), ústřední skladbou je píseň Eltona Johna z animovaného disneyovského filmu Lví král. Sbormistři Christian Ashley-Botha a Vaughan van Zyl.
- CD Music in the Mountains, 2000, uvádí Rina Hugo, 13 skladeb. Sbormistři Rudolf de Beer a Christian Ashley-Botha.
- CD Christmas in Concert, 2002, společná nahrávka s Johannesburským filharmonickým orchestrem, 17 skladeb. Dirigent Michael Hankinson.
- CD Rhythm Of Life, 2002, 24 moderních i klasických skladeb. Sbormistři Rudolf de Beer a Christian Ashley-Botha.
- CD The Very Best of the Drakensberg Boys, 2002 nebo 2003, 26 skladeb a písní všech žánrů. Sbormistr Christian Ashley-Botha.
- CD a DVD Sing Freedom – The Hits, CD 2003, DVD 2004, produkce René Stockil, uvádí John Fletcher, cyklus prezentovaný na Festival of Carols 2002 a Music in the Mountains Festival 2003. Výběrové CD s 9 skladbami. Sbormistři Rudolf de Beer a Christian Ashley-Botha.
- CD Celebration, 2004, album vydané speciálně pro turné po Spojeném království v srpnu 2004. Výběr 17 skladeb a písní. Sbormistři Rudolf de Beer a Christian Ashley-Botha.
- CD Starlight Classics, 2004, 16 afrosymfonických skladeb v provedení oblíbených jihoafrických sólistů s doprovodem Drakensberg Boys’ Choir a Johannesburg Festival Orchestra, dirigent Richard Cock.
- DVD Classical Gala, 2005, sbormistři Rudolf de Beer a Christian Ashley-Botha.
- CD Blouberg, srpen 2005, 15 písní, speciálně africké skladby, lidové i moderní, z toho dvě složené přímo pro toto CD. Sbormistři Rudolf de Beer a Christian Ashley-Botha.
- DVD Magnificat by John Rutter and a bit of Bach, říjen 2005, 4 oratoria, 53 minut. Sbormistři Rudolf de Beer a Christian Ashley-Botha.
- CD i DVD verze: Carl Orff – Carmina Burana, prosinec 2005, 25 písní ze souboru středověkých básní a písní v latině, které nově zhudebnil Carl Orff v roce 1937. Sbormistr Christian Ashley-Botha.
- DVD Amaculo Ase-Africa – Songs of Africa, březen 2007, 16 skladeb a písní, z toho 3 jsou ukázky Gumboot Dance (afrických holínkových tanců). Sbormistři Rudolf de Beer a Christian Ashley-Botha.